# Hranické jezírko
Hranické jezírko je krasové jezírko, které leží v Hranické propasti v okrese Přerov v České republice. Nachází se v hloubce 69,5 m pod její ohlubní (okrajem). Propast se nachází na pravém břehu řeky Bečvy v národní přírodní rezervaci Hůrka u Hranic v katastru města Hranice v okrese Přerov v Olomouckém kraji. Je nejhlubším jezerem v České republice. Jezírko je 36 m dlouhé a 18 m široké. Jeho plocha při průměrné výšce hladiny činí 445 m², hloubka je v případě, že je měřena svisle od skalní stěny dolů v nejzazším koutě Pecného záhřebu, 32 m (často uváděná hloubka 36 m vznikla tak, že závaží (olovnice) klouzalo po šikmém dně SZ kanálu, tj. již bylo pod stropem). Dno zde tvoří šikmý svah svažující se pod podvodní převis. Podle dávných pověstí však má být jezírko bezedné. Zatím největší potvrzená hloubka z roku 2022 činí 450 m. Výška hladiny Jezírka kolísá cca jeden metr kolem nadmořské výšky 245,5 m JSBpv.

## Vodní režim
Jezírko je spojené s řekou Bečvou. Z toho, že se zvednutí či poklesy hladiny na Bečvě (např. při povodních) na řece projevují v Jezírku až za cca půl dne, lze usuzovat, že spojení je tvořené jen úzkými puklinami.

## Vlastnosti vody
Voda v propasti je bohatě nasycena oxidem uhličitým 2.200 mg CO2/kg. Teplota vody se pohybuje od 13 do 24 °C. Typická teplota je 16,5 °C. Ani za největších mrazů neklesá pod 9 °C. Průzračnost dosahuje obvykle 1 až 7 m, maximálně, avšak velmi vzácně i více než 80 m.

## Přístup
Přístup až k hladině Jezírka není možný, lze však sestoupit na vyhlídkovou terasu. Betonové plató pod ohlubní propasti pod převisem Tsunami je za druhou uzamčenou brankou a od roku 1979 je pro veřejnost nepřístupné. K propasti je možné přijít po některé z turistických značek nebo po naučné stezce.
- Po červené značce od železniční stanice v Teplicích nad Bečvou (1 km)
- Po zelené značce od železniční stanice Hranice-město, na kterou navazuje
  -  naučná stezka Hůrka (5 km)